# Von Thronstahl
Von Thronstahl war eine deutsche Neofolk-Band, die 1995 von Josef Maria Klumb gegründet wurde und sich 2010 auflöste.

## Bandgeschichte
Die Grundidee für Von Thronstahl wurde um 1995 konzipiert, als Klumb noch bei Forthcoming Fire spielte. Er suchte nach einer Ausdrucksmöglichkeit für europäische Identität. Während Forthcoming Fire eine Dark-Wave-Band war, hatten die anderen Mitglieder zum Teil auch andere musikalische Hintergründe als Klumb. 1998 erschien ihre erste 10" Sturmzeit, 2000 ihr Debütalbum Imperium internum; dessen Ästhetik blieb für die Band prägend. Themen des Albums waren das mittelalterliche Europa und die arturische Legende vom Heiligen Gral.
Ende 2008 coverte Von Thronstahl das Lied The Saints are Coming, zum 30-jährigen Jubiläum der von Klumb verehrten schottischen Punk-Band The Skids. Dabei singt Klumb im Duett mit einer Sängerin und ein Musikvideo wurde dazu produziert. Im April 2009 erschien das fünfte Album, mit dem Titel Germanium metallicum. Im Sommer 2011 veröffentlichte Klumb auf der Homepage der Band einen Aufsatz, der die Auflösung Von Thronstahls verkündete. Ein genaues Datum der Auflösung nennt Klumb nicht, erwähnt aber ein misslungenes Konzert am 1. August 2010, das er als die letzte Aktion der Band bezeichnet, die Folgezeit brachte den Entschluss, die Band aufzulösen.
2023 wurde mit der Single Mit Leoparden in den Sonnenuntergang erstmals wieder ein neues Werk der Gruppe veröffentlicht.

## Stil und Inhalt
Die Musikrichtung ist nicht eindeutig festzulegen, da die Bandbreite der Musik von Industrial Rock und Martial Industrial bis hin zu Neoklassik und Neofolk reicht. Die einzelnen Alben unterscheiden sich dabei stark. So war etwa das Album Sacrificare deutlich ruhiger und gitarrenlastiger gehalten als der Vorgänger Bellum, sacrum bellum!?.
Auffällig ist bei dem Konzept der Gruppe auch, dass sämtliche Album-Veröffentlichungen ausschließlich mit lateinischen Titeln versehen wurden. Die Textgestaltung ist auch nicht rein in deutscher Sprache gehalten, es finden sich auch Textteile in Englisch, Latein und Italienisch. Klumb und Raymond Plummer sind beide stark vom traditionalistischen Katholizismus geprägt und laut Klumb Katholiken, die sich auch mit dem Heidentum beschäftigen; ihm zufolge sei das alte Christentum voller Einflüsse aus der Zeit des Heidentums, was vielen modernen Christen aber nicht klar sei.

## Rechtsextremismus-Vorwürfe
Zu Kontroversen führt, dass sich die Gruppe offen zu nationalistischem Gedankengut bekennt, NS-Ästhetik und martialische Liedtitel wie Heimaterde, Mutterboden, Vaterland oder Das neue Reich verwendet. Ebenso werden auch die Rutenbündel (fasces) verwendet, die als Symbol des italienischen Faschismus bekannt wurden. Fasci-Anstecker wurden auf der Seite der Band als „[d]ezenter kleiner Gesinnungshinweis“ verkauft, ebenso wie Canzoniere fascista. Die Gruppe verwendet ferner auch Sprachsamples bspw. des rechtskonservativen Pfarrers Hans Milch oder des Rechtsextremisten Horst Mahler als Stilmittel und veröffentlichte Lieder auf Tributalben zu Corneliu Zelea Codreanu, Leni Riefenstahl und Julius Evola, auf denen auch eindeutig rechtsextreme Interpreten vertreten waren, sowie der Kompilation Prezent! – Compilație de muzică nationalistă der rumänischen rechtsextremen Organisation Noua Dreaptă von Claudiu Mihuțiu.
Obwohl die Gruppe daher von vielen relevanten Presseorganen der Schwarzen Szene bewusst verschwiegen wird, hat sie besonders in Osteuropa (vor allem in Russland) und Italien eine hohe Popularität erreicht. In Deutschland ist Von Thronstahl erfolgreich, polarisiert jedoch aufgrund der gegen sie erhobenen Rechtsextremismus-Vorwürfe. Der Auftritt beim Wave-Gotik-Treffen 2000 wurde von der Stadt Leipzig wegen Klumbs Teilnahme untersagt. Trotzdem betrat die Gruppe ohne ihren Frontmann die Bühne und verharrte dort aus Protest regungslos mit Spaten und Sonnenradflagge, während die Musik vom Band gespielt wurde.
In einem Spiegel-Artikel vom 16. Februar 2009, der die Verbindung von Katholizismus und Rechtsextremismus behandelt, wird Von Thronstahl von den beiden Autoren zu einem der musikalischen Vorreiter dieser Bewegung gezählt. Sie verweisen dabei weiterhin auf die Verehrung, die Hans Milch von Seiten Klumbs widerfährt, der nach einem persönlichen Gespräch mit dem suspendierten Pfarrer von Limburg an der Lahn gar zum Katholizismus übertrat. Hans Milch war zwar kein Mitglied der Priesterbruderschaft St. Pius X., stand dieser jedoch sehr nahe und trat für ihre Interessen in Deutschland ein. Klumb versuche nun, den „verstorbenen «hochwürdigsten Freund» unsterblich zu machen“.

„«Über das Katholische hinaus», heißt es auf der Von-Thronstahl-Website unter «Ecclesia Militans», genieße der Priester großen Zuspruch in «unserer wehrhaften konservativ wie avantgardistischen Subkultur»“

Auf der bandeigenen Website werden auch Aufsätze, in denen eindeutig rechtsextreme Positionen bezogen werden, veröffentlicht. So schreibt Klumb in seinem Aufsatz „Wahlbenachrichtigung“ über seinen Wunsch, eine nationale Diktatur in Deutschland zu errichten. In seinen Texten äußert sich Klumb ähnlich offen. Auf dem Album Germanium Metallicum befinden sich Songs wie Staatsfeind/ Heimatfreund, National Anarchy in the EU oder Respect the Hierarchy. Eine positive Resonanz erhielt das Album von der Jungen Freiheit: Noch nie vollführte [Klumb] einen derart wuchtigen Rundumschlag gegen sowohl persönliche Gegner als auch die Feinde Europas – mithin die Feinde der Freiheit überall auf der Welt.

## Diskografie

### Alben
- 2000: Imperium internum (CD)
- 2001: E Pluribus Unum (CD)
- 2003: Bellum, sacrum bellum!? (CD)
- 2007: Sacrificare (CD-Box / CD)
- 2009: Germanium Metallicum (CD)
- 2012: Corona Imperialis (CD)

### Sonstiges
- 1998: Sturmzeit (10")
- 2001: Leipzig „Lichttaufe“ 2000 (7" Vinyl)
- 2002: Re-Turn Your Revolt into Style (CD-Box, limitiert auf 500 Exemplare)
- 2004: Pessoa/Cioran (Split-CD, mit The Days of the Trumpet Call, limitiert auf 500 Exemplare)
- 2004: Split (mit The Days of the Trumpet Call, limitiert auf 500 CD- bzw. 300 Vinyl-Exemplare)
- 2006: Mutter der Schmerzen (MCD)
- 2010: Conscriptum (CD)
- 2011: Pan-European Christian Freedom Movement (Split-LP mit Spreu & Weizen, limitiert auf 200 Exemplare)
- 2012: Vivus romae. Live in Rome 2007/08/09 (Live-CD, limitiert auf 500 Exemplare)
- 2023: Mit Leoparden in den Sonnenuntergang (Single)